# Bertram Ramsay
Bertram Home Ramsay (20 de enero de 1883 - 2 de enero de 1945). Fue un Almirante británico durante la Segunda Guerra Mundial, planificó buena parte de las operaciones navales durante la evacuación de Dunkerque, la Operación Dinamo, así como las del desembarco de Normandía. 
Falleció cuando el avión que le trasladaba a una conferencia en Bruselas se estrelló al despegar en Toussus-le-Noble. Sus restos reposan en el cementerio de Saint-Germain-en-Laye, al tiempo que una estela conmemora su recuerdo en el jardín de la alcaldía de Toussus-le-Noble.